# Léo Natel
Leonardo Natel Vieira, meglio noto come Léo Natel (Porto Alegre, 14 marzo 1997), è un calciatore brasiliano, attaccante del Grêmio Novorizontino.

## Caratteristiche tecniche
È un'ala sinistra.

## Carriera
Nato a Porto Alegre, ha iniziato la propria carriera nelle giovanili del Benfica, per poi passare al San Paolo nel 2016. Ha debuttato fra i professionisti il 4 giugno 2017 disputando l'incontro del Brasileirão perso 1-0 contro il Ponte Preta. Nel 2018 ha giocato in prestito al Fortaleza in Série B e l'anno seguente ha militato fra le file dell'APOEL. Il 16 luglio 2020 è stato acquistato a titolo definitivo dal Corinthians.

## Palmarès

### Competizioni nazionali
- Campionato cipriota: 1

APOEL: 2018-2019